# Restio dodii
Restio dodii är en gräsväxtart som beskrevs av Neville Stuart Pillans. Restio dodii ingår i släktet Restio och familjen Restionaceae. Inga underarter finns listade i Catalogue of Life.